# Dobro Polje (gmina Radovljica)
Dobro Polje – wieś w Słowenii, w gminie Radovljica. W 2018 roku liczyła 126 mieszkańców.